# Tom Okker
Tom Samuel Okker, né le 22 février 1944 à Amsterdam, est un joueur de tennis néerlandais, professionnel de 1968 à 1979. Considéré comme le meilleur joueur de l'histoire des Pays-Bas, il n'est cependant pas le plus athlétique (178 cm pour 63 kg).

## Carrière
Surnommé le « Hollandais Volant » (The Flying Dutchman), Tom Okker restera pour longtemps un joueur à part. Il est le premier Néerlandais à atteindre la finale d'un tournoi de tennis en Grand Chelem (l'US Open en 1968). Il débute chez les amateurs au début des années 1960, il remporte son premier tournoi en 1964 inaugurant un palmarès riche de dix-huit titres. Joueur assez complet, avec un très bon jeu de jambes et une grande rapidité dans ses gestes, il se dépense sans compter sur un court, ce qui l'empêche parfois d'aller jusqu'au bout dans certains tournois. Il sait jouer sur toutes les surfaces. Sur terre battue, il a eu d'excellents résultats : victoires à Monte-Carlo, Rome et Hambourg, ainsi qu'une demi-finale à Internationaux de France de tennis en 1969. Il a aussi remporté des tournois sur herbe, sur dur et sur moquette en indoor. Mais il n'a pu remporter de tournoi du Grand Chelem. Il perdit une finale à l'US Open (Forest Hills) en 1968 contre Arthur Ashe dans un match à multiples rebondissements sur un score en cinq sets (14-12, 5-7, 6-3, 3-6, 6-3) ; toutefois il remporte le tournoi de Rome en 1968, qui se déroule comme un tournoi du Grand Chelem avec 7 tours en 5 manches. Par ailleurs il fut aussi demi-finaliste à l'Open d'Australie en 1971 et à Wimbledon en 1978.
Sa carrière fut riche de nombreux titres. D'abord en simple avec 51 tournois remportés dont 33 pendant l'ère Open. Mais c'est en double qu'il fit preuve d'un talent indéniable et un joueur redoutable associé surtout à l'Américain Marty Riessen et au Polonais Wojtek Fibak. Il fut pendant de longues années le détenteur absolu avec 78 titres, record battu par John McEnroe avec 79 tournois remportés.

## Palmarès
- (Voir Records de titres au tennis pour les joueurs les plus titrés de l'histoire)

### Titres en simple amateurs: 18
|    | Année | Date              | Nom et lieu du tournoi                          | Surface      | Finaliste         | Score              |
| -- | ----- | ----------------- | ----------------------------------------------- | ------------ | ----------------- | ------------------ |
| 1  | 1964  | 18-24 mai         | Glamorgan Wales Championships (Pays de Galles)  | Gazon        | Gerald Battrick   | 6-3, 6-4           |
| 2  | 1964  | 14-20 juillet     | Pescara Abruzzo International (Italie)          | Terre battue | Giordano Maioli   | 6-3, 6-3           |
| 3  | 1965  | 31 mai-5 juin     | Manchester Northern Tournament (Angleterre)     | Gazon        | Roger Taylor      | 7-5, 6-3           |
| 4  | 1965  | 9-15 août         | Schéveningue La Haye International (Pays-Bas)   | Terre battue | Evert Schneider   | 6-4, 7-5           |
| 5  | 1965  | 24-31 août        | Tel Aviv Israel Championships (Israël)          | ?            | Mike Franks       | 6-4, 6-1, 6-4      |
| 6  | 1966  | 26 déc-1erjan.    | South Yarra Victorian International (Australie) | Gazon        | Ken Fletcher      | 6-2, 3-6, 6-3      |
| 7  | 1966  | 1-6 mars          | Zuidlaren Dutch Indoor Championships (Pays-Bas) | ?            | Robert Wilson     | 6-1, 1-6, 6-2, 6-4 |
| 8  | 1966  | 16-21 mai         | Bruxelles Belgium Championships (Belgique)      | ?            | Robert Carmichael | 8-10, 6-3, 6-3     |
| 9  | 1966  | 18-24 juillet     | Hilversum Dutch Championships (Pays-Bas)        | Terre battue | Bob Hewitt        | 6-3, 6-3, 2-6, 6-3 |
| 10 | 1967  | 21-26 février     | Paris Covered Court Championships (France)      | Bois         | Jan Kodeš         | 6-2, 3-6, 6-3, 6-4 |
| 11 | 1967  | 7-13 mars         | Bruxelles Belgium Championships (Belgique)      | ?            | Raymond Moore     | 6-2, 6-2, 6-0      |
| 12 | 1967  | 11-17 juin        | Bristol Championships (Angleterre)              | Gazon        | Cliff Drysdale    | 6-2, 5-7, 8-6      |
| 13 | 1967  | 18-24 juillet     | Le Touquet Championships (France)               | Terre battue | François Jauffret | 6-1, 6-0, 6-4      |
| 14 | 1967  | 22-28 août        | Poertschach Austrian Championships (Autriche)   | Terre battue | Ingo Buding       | 6-1, 6-1, 6-2      |
| 15 | 1967  | 18-23 décembre    | East London Eastern Cape (Afrique du Sud)       | Dur          | Mark Cox          | 9-7, 7-5           |
| 16 | 1968  | 27 janvier-2 mars | Kingston Saint Andrews Invitation (Jamaïque)    | Gazon ?      | Manuel Orantes    | 6-2, 6-3           |
| 17 | 1968  | 4-10 mars         | Barranquilla Colombia International (Colombie)  | ?            | Marty Riessen     | 8-6, 6-3, 6-3      |
| 18 | 1968  | 10-15 avril       | Johannesburg Championships (Afrique du Sud)     | Dur          | Marty Riessen     | 12-10, 6-1, 6-4    |

### Titres en simple pendant l'ère Open: 33
|    | Année | Date               | Nom et lieu du tournoi                           | Surface      | Finaliste          | Score                    |
| -- | ----- | ------------------ | ------------------------------------------------ | ------------ | ------------------ | ------------------------ |
| 1  | 1968  | 13-19 mai          | Rome Italian Championships (Italie)              | Terre battue | Bob Hewitt         | 10-8, 6-8, 6-1, 3-6, 6-0 |
| 2  | 1968  | 4-10 juin          | Saltsjöbaden Sweden Championships (Suède)        | Terre battue | Jan-Erik Lundqvist | 3-6, 6-3, 7-5            |
| 3  | 1968  | 8-13 juillet       | Dublin Irish Championships (Irlande)             | Gazon        | Lew Hoad           | 6-1, 6-2                 |
| 4  | 1969  | 14-20 avril        | Monte-Carlo Open (Monaco)                        | Terre battue | John Newcombe      | 8-10, 6-1, 7-5, 6-3      |
| 5  | 1969  | 1-9 mai            | Tokyo Japan Open (Japon)                         | ?            | Roy Emerson        | 6-3, 6-5                 |
| 6  | 1969  | 12-18 mai          | Bruxelles Belgium Championships (Belgique)       | ?            | Željko Franulović  | 6-4, 1-6, 6-2, 6-2       |
| 7  | 1969  | 22-24 juin         | Amsterdam Pro Championships (Pays-Bas)           | ?            | Andrés Gimeno      | 6-4, 6-3                 |
| 8  | 1969  | 15-21 juillet      | Milwaukee Pro Championships (États-Unis)         | ?            | Marty Riessen      | 6-3, 6-4                 |
| 9  | 1969  | 28 juillet-2 août  | Hilversum Dutch Championships (Pays-Bas)         | Terre battue | Roger Taylor       | 10-8, 7-9, 6-4, 6-4      |
| 10 | 1969  | 20-24 août         | Newport Pro Championships (États-Unis)           | Gazon        | Dennis Ralston     | 4-6, 6-5, 6-2            |
| 11 | 1969  | 1-5 novembre       | Paris Indoor Open (France)                       | Bois         | Butch Buchholz     | 8-6, 6-2, 6-1            |
| 12 | 1970  | 6-11 mai           | Atlanta/WCT Classic (États-Unis)                 | ?            | Dennis Ralston     | 6-4, 10-8, 6-2           |
| 13 | 1970  | 12-18 mai          | Bruxelles Belgian Open (Belgique)                | ?            | Ilie Năstase       | 6-3, 6-4, 0-6, 4-6, 6-4  |
| 14 | 1970  | 19-25 juillet      | Leicester Green Shield Midland Open (Angleterre) | Gazon        | Roger Taylor       | 6-1, 10-8                |
| 15 | 1970  | 27 juillet-2 août  | Hilversum Dutch Open (Pays-Bas)                  | Terre battue | Roger Taylor       | 4-6, 6-0, 6-1, 6-3       |
| 16 | 1970  | 11-17 août         | Hambourg German Open (Allemagne)                 | Terre battue | Ilie Năstase       | 4-6, 6-3, 6-3, 6-4       |
| 17 | 1971  | 19-25 juillet      | Louisville/WCT Classic (États-Unis)              | Terre battue | Cliff Drysdale     | 3-6, 6-4, 6-1            |
| 18 | 1971  | 26 juillet-1eraoût | Québec/WCT Rothmans International (Canada)       | ?            | Rod Laver          | 6-3, 7-6, 6-7, 6-1       |
| 19 | 1972  | 13-19 mars         | Chicago/WCT Kemper International (États-Unis)    | ?            | Arthur Ashe        | 4-6, 6-2, 6-3            |
| 20 | 1973  | 19-25 mars         | Washington/WCT Union Trust Classic (États-Unis)  | Moquette ?   | Arthur Ashe        | 6-3, 6-7, 7-6            |
| 21 | 1973  | 16-23 juillet      | Hilversum Dutch Open (Pays-Bas)                  | Terre battue | Andrés Gimeno      | 2-6, 6-4, 6-4, 6-7, 6-3  |
| 22 | 1973  | 20-26 août         | Toronto Rothmans Canadian Open (Canada)          | Terre battue | Manuel Orantes     | 6-3, 6-2, 6-1            |
| 23 | 1973  | 10-16 septembre    | Seattle Rainier Invitational (États-Unis)        | ?            | John Alexander     | 7-5, 6-4                 |
| 24 | 1973  | 24-30 septembre    | Chicago Tam International (États-Unis)           | ?            | John Newcombe      | 3-6, 7-6, 6-3            |
| 25 | 1973  | 15-21 octobre      | Madrid Melia Trophy (Espagne)                    | Terre battue | Jaime Fillol       | 4-6, 6-3, 6-3, 7-5       |
| 26 | 1973  | 12-17 novembre     | Londres Dewar Cup (Angleterre)                   | Moquette     | Ilie Năstase       | 6-3, 6-4                 |
| 27 | 1974  | 11-17 février      | Toronto/WCT Rothmans International (Canada)      | Moquette     | Ilie Năstase       | 6-3, 6-4                 |
| 28 | 1974  | 25-31 mars         | Rotterdam/WCT International Open (Pays-Bas)      | Moquette     | Tom Gorman         | 4-6, 7-6, 6-1            |
| 29 | 1975  | 16-22 juin         | Nottingham John Player Tournament (Angleterre)   | Gazon        | Tony Roche         | 6-1, 3-6, 6-3            |
| 30 | 1975  | 27 oct-2 nov.      | Paris Jean Becker Open (France)                  | Moquette     | Arthur Ashe        | 6-3, 2-6, 6-3, 3-6, 6-4  |
| 31 | 1977  | 31 jan-6 fév.      | Richmond/WCT United Virginia Bank (États-Unis)   | Moquette     | Vitas Gerulaitis   | 3-6, 6-3, 6-4            |
| 32 | 1978  | 9-15 octobre       | Tel Aviv Tennis Center Classic (Israël)          | ?            | Peter Feigl        | 6-7, 6-4, 6-2            |
| 33 | 1979  | 8-14 octobre       | Tel Aviv Sabra Tennis Center Classic (Israël)    | ?            | Per Hjertquist     | 6-4, 6-3                 |

### Finales en simple amateurs: 8
|   | Année | Date           | Nom et lieu du tournoi                            | Surface      | Vainqueur     | Score                    |
| - | ----- | -------------- | ------------------------------------------------- | ------------ | ------------- | ------------------------ |
| 1 | 1965  | 19-25 juillet  | Hilversum Dutch Championships (Pays-Bas)          | Terre battue | John Newcombe | 6-2, 3-6, 6-1, 6-3       |
| 2 | 1966  | 19-25 avril    | Bournemouth British Hard Court (Angleterre)       | Terre battue | Ken Fletcher  | 7-5, 6-4                 |
| 3 | 1967  | 15-21 mai      | Bruxelles Belgium Championships (Belgique)        | ?            | Roy Emerson   | 6-3, 3-6, 7-5, 6-4       |
| 4 | 1967  | 4-10 septembre | Mamaia Romania Championships (Roumanie)           | Terre battue | Ion Țiriac    | 6-1, 7-5, 3-6, 4-6, 6-3  |
| 5 | 1967  | 4-11 novembre  | Porto Alegre International Championships (Brésil) | ?            | Cliff Richey  | 6-4, 3-6, 6-3, 8-6       |
| 6 | 1967  | 20-26 novembre | Rio de Janeiro Brasilia Championships (Brésil)    | ?            | Thomaz Koch   | 6-4, 11-9, 3-6, 6-3      |
| 7 | 1968  | 9-15 janvier   | Bloemfontein Free State (Afrique du Sud)          | Dur          | Marty Riessen | 7-5, 6-3                 |
| 8 | 1968  | 18-23 mars     | Curaçao International (Royaume des Pays-Bas)      | ?            | Marty Riessen | 7-5, 3-6, 9-11, 6-2, 6-2 |

### Finales en simple pendant l'ère Open: 30
|    | Année | Date           | Nom et lieu du tournoi                            | Surface      | Vainqueur        | Score                     |
| -- | ----- | -------------- | ------------------------------------------------- | ------------ | ---------------- | ------------------------- |
| 1  | 1968  | 27 mai-2 juin  | Berlin West Berlin Championships (Allemagne)      | Terre battue | Manuel Santana   | 6-8, 6-4, 6-1, 6-2        |
| 2  | 1968  | 10-16 juin     | Lugano Swiss International Championships (Suisse) | Terre battue | Ion Țiriac       | 6-8, 7-5, 6-0             |
| 3  | 1968  | 15-21 juillet  | Gstaad Swiss International Open (Suisse)          | Terre battue | Cliff Drysdale   | 6-3, 6-3, 6-0             |
| 4  | 1968  | 29 août-8 sep. | US Open New York (Forest Hills) (États-Unis)      | Gazon        | Arthur Ashe      | 14-12, 5-7, 6-3, 3-6, 6-3 |
| 5  | 1969  | 1-12 avril     | Johannesburg Championships (Afrique du Sud)       | Dur          | Rod Laver        | 6-3, 10-8, 6-3            |
| 6  | 1969  | 22-27 juillet  | Gstaad Swiss International Open (Suisse)          | Terre battue | Roy Emerson      | 6-2, 12-14, 6-4, 6-4      |
| 7  | 1969  | 5-11 août      | Hambourg German Open (Allemagne)                  | Terre battue | Tony Roche       | 6-1, 5-7, 7-5, 8-6        |
| 8  | 1969  | 3-5 octobre    | Tucson Pro Championships (États-Unis)             | ?            | Tony Roche       | 9-7, 6-1                  |
| 9  | 1970  | 27 jan-2 fév.  | Auckland New Zealand Open (Nouvelle-Zélande)      | Gazon        | Roger Taylor     | 6-4, 6-4, 6-1             |
| 10 | 1970  | 13-19 juillet  | Gstaad Swiss International Open (Suisse)          | Terre battue | Tony Roche       | 7-5, 7-5, 6-3             |
| 11 | 1970  | octobre        | Berlin, Bonn, Sarrebruck Invitational (Allemagne) | ?            | Rod Laver 1er    | 6-3, 6-7, 6-2             |
| 12 | 1971  | 19 mars        | New York Champions Classic (États-Unis)           | Bois         | Rod Laver        | 7-5, 6-2, 6-1             |
| 13 | 1971  | 5-11 avril     | Monte-Carlo Open (Monaco)                         | Terre battue | Ilie Năstase     | 3-6, 8-6, 6-1, 6-1        |
| 14 | 1971  | 5-11 juillet   | Gstaad Swiss Open (Suisse)                        | Terre battue | John Newcombe    | 6-2, 5-7, 1-6, 7-5, 6-3   |
| 15 | 1971  | 9-15 août      | Toronto/WCT Rothmans Canadian Open (Canada)       | Terre battue | John Newcombe    | 7-6, 3-6, 6-2, 7-6        |
| 16 | 1971  | 3-10 octobre   | Vancouver/WCT Rothmans International (Canada)     | ?            | Ken Rosewall     | 6-2, 6-2, 6-4             |
| 17 | 1972  | 31 juil-6 août | US Pro Championships Chestnut Hill (États-Unis)   | Terre battue | Robert Lutz      | 6-4, 2-6, 6-4, 6-4        |
| 18 | 1972  | 6-12 nov.      | Stockholm Open (Suède)                            | Dur (int.)   | Stan Smith       | 6-4, 6-3                  |
| 19 | 1972  | 13-18 nov.     | Rotterdam/WCT Indoor Championships (Pays-Bas)     | Moquette     | Arthur Ashe      | 3-6, 6-2, 6-1             |
| 20 | 1973  | 23-29 juillet  | Washington Star International (États-Unis)        | Terre battue | Arthur Ashe      | 6-4, 6-2                  |
| 21 | 1973  | 17-23 sep.     | Los Angeles Pacific Southwest Open (États-Unis)   | Dur          | Jimmy Connors    | 7-5, 7-6                  |
| 22 | 1973  | 4-8 décembre   | Masters Boston (États-Unis)                       | Moquette     | Ilie Năstase     | 6-3, 7-5, 4-6, 6-3        |
| 23 | 1974  | 11-17 mars     | Washington/WCT (États-Unis)                       | Moquette     | Ilie Năstase     | 6-3, 6-3                  |
| 24 | 1974  | 19-25 août     | US Pro Championships Chestnut Hill (États-Unis)   | Terre battue | Björn Borg       | 7-6, 6-1, 6-1             |
| 25 | 1974  | 4-10 novembre  | Stockholm Open (Suède)                            | Dur (int.)   | Arthur Ashe      | 6-2, 6-2                  |
| 26 | 1975  | 24 fév-2 mars  | Rotterdam/WCT Algemene Bank (Pays-Bas)            | Moquette     | Arthur Ashe      | 3-6, 6-2, 6-4             |
| 27 | 1975  | 11-19 avril    | Johannesburg/WCT Clows Classic (Afrique du Sud)   | Dur          | Buster C Mottram | 6-4, 6-2                  |
| 28 | 1975  | 21-27 avril    | Stockholm/WCT International Tennis Cup (Suède)    | Moquette     | Arthur Ashe      | 6-4, 6-2                  |
| 29 | 1978  | 24-30 juillet  | Hilversum Dutch Championships (Pays-Bas)          | Terre battue | Balázs Taróczy   | 2-6, 6-1, 6-2, 6-4        |
| 30 | 1978  | novembre       | Anvers Invitational Tournament (Belgique)         | Moquette     | Björn Borg       | 6-4, 6-3                  |

### Finale en simple non terminée ou annulée: 1
|   | Année | Date       | Nom et lieu du tournoi                                   | Adversaire     | Score |
| 1 | 1968  | 17-22 juin | Queen's (Londres) Grass Court Championships (Angleterre) | Clark Graebner |       |

- Finale annulée pour cause de forte pluie.

### Titres en double: 78
|    | Année | Nom et lieu du tournoi                                             | Partenaire       | Finalistes                            | Score                           |
| -- | ----- | ------------------------------------------------------------------ | ---------------- | ------------------------------------- | ------------------------------- |
| 1  | 1968  | Rome Italian Championships (Italie)                                | Marty Riessen    | Nicky Kalogeropoulos Allan Stone      | 6-3 6-4 6-2                     |
| 2  | 1968  | Hambourg German Open (Allemagne)                                   | Marty Riessen    | John Newcombe Tony Roche              | 6-4 6-4 7-5                     |
| 3  | 1969  | Philadelphie U.S. Indoor (États-Unis)                              | Marty Riessen    | John Newcombe Tony Roche              | 8-6 6-4                         |
| 4  | 1969  | Bruxelles Belgium Championships (Belgique)                         | John Newcombe    | Bob Hewitt Frew McMillan              | 7-5 6-4 4-6{\displaystyle } 8-6 |
| 5  | 1969  | Gstaad Swiss International Open (Suisse)                           | Marty Riessen    | Malcolm Anderson Roy Emerson          | 6-1 6-4                         |
| 6  | 1969  | Hilversum Dutch Championships (Pays-Bas)                           | Roger Taylor     | Jan Kodeš Jan Kukal                   | 6-3 6-2 6-4                     |
| 7  | 1969  | Hambourg German Open (Allemagne)                                   | Marty Riessen    | Jean-Claude Barclay Jürgen Fassbender | 6-1 6-2 6-4                     |
| 8  | 1969  | Newport Pro Championships (États-Unis)                             | Marty Riessen    | Dennis Ralston Roger Taylor           | 6-3 3-6 6-1                     |
| 9  | 1969  | Chicago Pro Championships (États-Unis)                             | Marty Riessen    | Butch Buchholz Raymond Moore          | 6-1 6-3                         |
| 10 | 1969  | Atlanta Georgia Championships (États-Unis)                         | Marty Riessen    | John Newcombe Tony Roche              | 8-6 6-3                         |
| 11 | 1969  | Tucson Pro Championships (États-Unis)                              | Marty Riessen    | Tony Roche Roger Taylor               | 5-7 7-5 6-4                     |
| 12 | 1970  | Londres Rothmans Indoor (Angleterre)                               | Marty Riessen    | Owen Davidson Rod Laver               | 6-3 13-11 9-11 2-6 7-5          |
| 13 | 1970  | Bournemouth British Hard Court (Angleterre)                        | Tony Roche       | Bill Bowrey Owen Davidson             | 2-6 6-4 6-4 6-4                 |
| 14 | 1970  | Atlanta/WCT Classic (États-Unis)                                   | Marty Riessen    | Roy Emerson Pancho Segura             | 6-4 6-2                         |
| 15 | 1970  | Queen's (Londres) Rothmans Open (Angleterre)                       | Marty Riessen    | Arthur Ashe Charlie Pasarell          | 6-4 6-4                         |
| 16 | 1970  | Los Angeles Pepsi Pacific Southwest (États-Unis)                   | Marty Riessen    | Robert Lutz Stan Smith                | 7-6 6-2                         |
| 17 | 1971  | Chicago/WCT Sportface International (États-Unis)                   | Marty Riessen    | John Newcombe Tony Roche              | 7-6 4-6 7-6                     |
| 18 | 1971  | Dallas/WCT Rawlings Classic (États-Unis)                           | Marty Riessen    | Robert Lutz Charlie Pasarell          | 6-3 6-4                         |
| 19 | 1971  | Queen's (Londres) Rothmans Grass Court (Angleterre)                | Marty Riessen    | Stan Smith Erik van Dillen            | 8-6 4-6 10-8                    |
| 20 | 1971  | Washington Star International (États-Unis)                         | Marty Riessen    | Robert Carmichael Ray Ruffels         | 7-6 6-2                         |
| 21 | 1971  | Toronto/WCT Rothmans Canadian Open (Canada)                        | Marty Riessen    | Arthur Ashe Dennis Ralston            | 6-3 6-3 6-1                     |
| 22 | 1971  | Cologne/WCT Profi-Weltmeisterschaft (Allemagne)                    | Marty Riessen    | Roy Emerson Rod Laver                 | 6-7 3-6 7-6 6-3 6-4             |
| 23 | 1972  | Richmond/WCT Fidelity Tournament (États-Unis)                      | Marty Riessen    | John Newcombe Tony Roche              | 7-6 7-6                         |
| 24 | 1972  | Miami/WCT Saga bay Classic (États-Unis)                            | Marty Riessen    | Roy Emerson Rod Laver                 | 7-5 6-4                         |
| 25 | 1972  | Chicago/WCT Kemper International (États-Unis)                      | Marty Riessen    | Roy Emerson Rod Laver                 | 6-2 6-3                         |
| 26 | 1972  | Charlotte/WCT NCNB Classic (États-Unis)                            | Marty Riessen    | John Newcombe Tony Roche              | 6-4 4-6 7-6                     |
| 27 | 1972  | Washington/WCT Star International (États-Unis)                     | Marty Riessen    | John Newcombe Tony Roche              | 3-6 6-3 6-2                     |
| 28 | 1972  | Fort Worth/WCT Classic (États-Unis)                                | Marty Riessen    | Ken Rosewall Fred Stolle              | 6-2 6-2                         |
| 29 | 1972  | Montréal/WCT Rothmans International (Canada)                       | Marty Riessen    | Robert Maud Ken Rosewall              | 6-1 4-6 7-6                     |
| 30 | 1972  | Alamo/WCT Redwood Bank (États-Unis)                                | Marty Riessen    | Ismail El Shafei Brian Fairlie        | 7-6 6-4                         |
| 31 | 1972  | Essen/WCT Canada Dry International (Allemagne)                     | Marty Riessen    | Robert Carmichael Terry Addison       | 6-4 6-2 6-3                     |
| 32 | 1972  | Göteborg/WCT Scandinavium Open (Suède)                             | Marty Riessen    | Ismail El Shafei Brian Fairlie        | 6-2 7-6                         |
| 33 | 1972  | Stockholm Open Championships (Suède)                               | Marty Riessen    | Colin Dibley Roy Emerson              | 7-5 7-6                         |
| 34 | 1973  | Londres/WCT Rothmans International (Angleterre)                    | Marty Riessen    | Arthur Ashe Roscoe Tanner             | 6-3 6-3                         |
| 35 | 1973  | Milan/WCT Lombardy Championships (Italie)                          | Marty Riessen    | Ken Rosewall Fred Stolle              | 6-3 6-3                         |
| 36 | 1973  | Washington/WCT Union Trust Classic (États-Unis)                    | Marty Riessen    | Arthur Ashe Roscoe Tanner             | 4-6 7-6 6-2                     |
| 37 | 1973  | Houston/WCT River Oaks (États-Unis)                                | Marty Riessen    | Arthur Ashe Roscoe Tanner             | 7-5 7-5                         |
| 38 | 1973  | Charlotte/WCT NCNB Classic (États-Unis)                            | Marty Riessen    | Tom Gorman Erik van Dillen            | 7-6 3-6 6-3                     |
| 39 | 1973  | Roland-Garros French Open (France)                                 | John Newcombe    | Jimmy Connors Ilie Năstase            | 6-1 3-6 6-3 5-7 6-4             |
| 40 | 1973  | Rome Italian Championships (Italie)                                | John Newcombe    | Ross Case Geoff Masters               | 6-2 6-3 6-4                     |
| 41 | 1973  | Queen's (Londres) Grass Court (Angleterre)                         | Marty Riessen    | Ray Keldie Raymond Moore              | 6-4 7-5                         |
| 42 | 1973  | Seattle Rainier Invitational (États-Unis)                          | Tom Gorman       | Robert Carmichael Frew McMillan       | 2-6 6-4 7-6                     |
| 43 | 1973  | Barcelone Spanish Championships (Espagne)                          | Ilie Năstase     | Antonio Muñoz Manuel Orantes          | 4-6 6-3 6-2                     |
| 44 | 1973  | Madrid Melia Trophy (Espagne)                                      | Ilie Năstase     | Robert Carmichael Frew McMillan       | 6-3 6-0                         |
| 45 | 1973  | Johannesburg South African Open (Afrique du Sud)                   | Arthur Ashe      | Lew Hoad Robert Maud                  | 6-2 4-6 6-2 6-4                 |
| 46 | 1974  | Stockholm Open (Suède)                                             | Marty Riessen    | Bob Hewitt Frew McMillan              | 2-6 6-3 6-4                     |
| 47 | 1975  | Barcelone/WCT Banca Catalana (Espagne)                             | Arthur Ashe      | Paolo Bertolucci Adriano Panatta      | 7-5 6-1                         |
| 48 | 1975  | Johannesburg/WCT Clows Classic (Afrique du Sud)                    | Arthur Ashe      | Bob Hewitt Frew McMillan              | 6-3 6-2                         |
| 49 | 1975  | Stockholm/WCT International Tennis Cup (Suède)                     | Arthur Ashe      | Patrice Dominguez Kim Warwick         | 6-3 7-6                         |
| 50 | 1975  | Hong Kong Classic (Chine)                                          | Ken Rosewall     | Robert Carmichael Sandy Mayer         | 6-3 6-4                         |
| 51 | 1976  | Bâle Swiss Indoor Championships (Suisse)                           | Frew McMillan    | Jiří Hřebec Jan Kodeš                 | 6-4 7-6 6-4                     |
| 52 | 1976  | US Open New York (Forest Hills) (États-Unis)                       | Marty Riessen    | Paul Kronk Cliff Letcher              | 6-4 6-4                         |
| 53 | 1976  | Paris Jean Becker Open (France)                                    | Marty Riessen    | Freddie McNair Sherwood Stewart       | 6-2 6-2                         |
| 54 | 1977  | Birmingham/WCT International Indoor (États-Unis)                   | Wojtek Fibak     | Billy Martin Bill Scanlon             | 6-3 6-4                         |
| 55 | 1977  | Richmond/WCT United Virginia Bank (États-Unis)                     | Wojtek Fibak     | Ross Case Tony Roche                  | 6-4 6-4                         |
| 56 | 1977  | Mexico/WCT Copa Old Spice (Mexique)                                | Wojtek Fibak     | Ilie Năstase Adriano Panatta          | 6-2 6-3                         |
| 57 | 1977  | Toronto/WCT Rothmans International (Canada)                        | Wojtek Fibak     | Ross Case Tony Roche                  | 6-4 6-1                         |
| 58 | 1977  | Rotterdam/WCT ABN World Tennis (Pays-Bas)                          | Wojtek Fibak     | Vijay Amritraj Dick Stockton          | 6-4 6-4                         |
| 59 | 1977  | Charlotte/WCT Big Boy Classic (États-Unis)                         | Ken Rosewall     | Corrado Barazzutti Adriano Panatta    | 6-1 3-6 7-6                     |
| 60 | 1977  | Woodlands Lipton World of Doubles (États-Unis)                     | Marty Riessen    | Tim Gullikson Tom Gullikson           | 3-6 6-3 6-3 4-6 6-1             |
| 61 | 1977  | Stockholm Open (Suède)                                             | Wojtek Fibak     | Brian Gottfried Raúl Ramírez          | 6-3 6-3                         |
| 62 | 1978  | Houston/WCT National Bank (États-Unis)                             | Wojtek Fibak     | Tom Leonard Mike Machette             | 7-5 7-5                         |
| 63 | 1978  | Kansas City/WCT World Doubles (États-Unis)                         | Wojtek Fibak     | Robert Lutz Stan Smith                | 6-7 6-4 6-0 6-3                 |
| 64 | 1978  | Hambourg German Open (Allemagne)                                   | Wojtek Fibak     | Antonio Muñoz Víctor Pecci            | 6-2 6-4                         |
| 65 | 1978  | Gstaad International of Switzerland (Suisse)                       | Mark Edmondson   | Bob Hewitt Kim Warwick                | 6-4 1-6 6-1 6-4                 |
| 66 | 1978  | Hilversum Dutch Championships (Pays-Bas)                           | Balázs Taróczy   | Robert Carmichael Mark Edmondson      | 7-6 4-6 7-5                     |
| 67 | 1978  | Toronto Rothman's Canadian Open (Canada)                           | Wojtek Fibak     | Colin Dowdeswell Heinz Günthardt      | 6-3 7-6                         |
| 68 | 1978  | Woodlands Lipton World of Doubles (États-Unis)                     | Wojtek Fibak     | Marty Riessen Sherwood Stewart        | 7-6 3-6 4-6 7-6 6-3             |
| 69 | 1978  | Stockholm Open (Suède)                                             | Wojtek Fibak     | Robert Lutz Stan Smith                | 6-3 6-2                         |
| 70 | 1979  | Tournoi de tennis de Philadelphie INA U.S. Pro Indoor (États-Unis) | Wojtek Fibak     | Peter Fleming John McEnroe            | 5-7 6-1 6-3                     |
| 71 | 1979  | Memphis U.S. National Indoor (États-Unis)                          | Wojtek Fibak     | Frew McMillan Dick Stockton           | 6-4 6-4                         |
| 72 | 1979  | Stuttgart Porsche Grand Prix (Allemagne)                           | Wojtek Fibak     | Robert Carmichael Brian Teacher       | 6-3 5-7 7-6                     |
| 73 | 1979  | Munich Romika Cup (Allemagne)                                      | Wojtek Fibak     | Jürgen Fassbender Jean-Louis Haillet  | 7-6 7-5                         |
| 74 | 1979  | Hilversum Dutch Championships (Pays-Bas)                           | Balázs Taróczy   | Jan Kodeš Tomáš Šmíd                  | 6-1 6-3                         |
| 75 | 1979  | Tel Aviv Sabra Tennis Center Classic (Israël)                      | Ilie Năstase     | Mike Cahill Colin Dibley              | 7-5 6-4                         |
| 76 | 1980  | Birmingham International Indoor (États-Unis)                       | Wojtek Fibak     | José Luis Clerc Ilie Năstase          | 6-3 6-3                         |
| 77 | 1980  | Le Caire Egyptian Open (Égypte)                                    | Ismail El Shafei | Christopher Freyss Bernard Fritz      | 6-3 3-6 6-3                     |
| 78 | 1980  | Hilversum Dutch Championships (Pays-Bas)                           | Balázs Taróczy   | Tony Giammalva Buster C Mottram       | 7-5 6-3 7-6                     |

### Finales en double: 36
|   | Année | Nom et lieu du tournoi | Vainqueurs               | Partenaire    | Score          |
| - | ----- | ---------------------- | ------------------------ | ------------- | -------------- |
| 1 | 1969  | Wimbledon              | John Newcombe Tony Roche | Marty Riessen | 7-5, 11-9, 6-3 |
| 2 | 1971  | Open d'Australie       | John Newcombe Tony Roche | Marty Riessen | 6-2, 7-6       |

- 1968 : Gstaad (avec Malcolm Anderson)
- 1970 : Gstaad (avec Marty Riessen), Hambourg (avec Nikola Pilić)
- 1971 : Monte-Carlo (avec Roger Taylor), Gstaad (avec John Newcombe), Québec WCT (avec Marty Riessen), Boston WCT (avec Marty Riessen)
- 1973 : Cologne WCT (avec Marty Riessen), Denver WCT (avec Marty Riessen), World Doubles WCT (avec Marty Riessen)
- 1974 : Toronto WCT (avec Marty Riessen), Miami WCT (avec Marty Riessen), Washington WCT (avec Marty Riessen), Johannesburg (avec Marty Riessen)
- 1975 : Bologne WCT (avec Arthur Ashe), Monte-Carlo WCT (avec Arthur Ashe), Nottingham (avec Marty Riessen), US Open (avec Marty Riessen), Paris Indoor (avec Ilie Năstase)
- 1976 : Colombus WCT (avec Arthur Ashe), Richmond WCT (avec Arthur Ashe), Rotterdam WCT (avec Arthur Ashe), Johannesburg WCT (avec Frew McMillan), Stockholm WCT (avec Adriano Panatta), Stockholm (avec Marty Riessen)
- 1977 : Philadelphie WCT (avec Wojtek Fibak), Monte-Carlo WCT (avec Wojtek Fibak)
- 1978 : Tournoi de tennis de Saint-Louis (avec Wojtek Fibak), Munich (avec Jürgen Fassbender)
- 1979 : Birmingham (avec Ilie Năstase), Denver (avec Wojtek Fibak), Stockholm (avec Wojtek Fibak)
- 1980 : Masters Doubles WCT (avec Wojtek Fibak), Bangkok (avec Dick Stockton)

### Finale en double mixte: 1
|   | Date | Nom et lieu du tournoi        | Cat. | ($) | Surf.        | Vainqueurs                   | Partenaire    | Score    |
| 1 | 1968 | Internationaux d'Italie, Rome |      |     | Terre battue | Margaret Court Marty Riessen | Virginia Wade | 8-6, 6-3 |

## Parcours dans les tournois duGrand Chelem

### En simple
| Année | Open d'Australie | Open d'Australie | Internationaux de France | Internationaux de France | Wimbledon       | Wimbledon       | US Open         | US Open      | Open d'Australie | Open d'Australie |
| ----- | ---------------- | ---------------- | ------------------------ | ------------------------ | --------------- | --------------- | --------------- | ------------ | ---------------- | ---------------- |
| 1964  | —                | —                | —                        | —                        | 2e tour (1/32)  | A. Metreveli    | 1er tour (1/64) | A. Ashe      | n.o.             | n.o.             |
| 1965  | 2e tour (1/16)   | J. Gisbert       | 2e tour (1/32)           | C. Richey                | 1er tour (1/64) | P. Barthes      | —               | —            | n.o.             | n.o.             |
| 1966  | 1/8 de finale    | T. Roche         | 1/8 de finale            | F. Stolle                | 1/8 de finale   | O. Davidson     | —               | —            | n.o.             | n.o.             |
| 1967  | —                | —                | 1/4 de finale            | N. Pilić                 | 2e tour (1/32)  | J. E. Mandarino | —               | —            | n.o.             | n.o.             |
| 1968  | —                | —                | —                        | —                        | 1/4 de finale   | A. Ashe         | Finale          | A. Ashe      | n.o.             | n.o.             |
| 1969  | 1er tour (1/32)  | P. Marzano       | 1/2 finale               | R. Laver                 | 1/4 de finale   | J. Newcombe     | 1er tour (1/64) | M. Cox       | n.o.             | n.o.             |
| 1970  | 1/4 de finale    | D. Crealy        | —                        | —                        | 2e tour (1/32)  | B. Hewitt       | 1/8 de finale   | A. Ashe      | n.o.             | n.o.             |
| 1971  | 1/2 finale       | K. Rosewall      | —                        | —                        | 1/8 de finale   | R. Laver        | 1/2 finale      | S. Smith     | n.o.             | n.o.             |
| 1972  | —                | —                | —                        | —                        | —               | —               | 3e tour (1/16)  | R. Tanner    | n.o.             | n.o.             |
| 1973  | —                | —                | 1/4 de finale            | A. Panatta               | —               | —               | 1/8 de finale   | J. Connors   | n.o.             | n.o.             |
| 1974  | —                | —                | —                        | —                        | 1/8 de finale   | A. Metreveli    | 1/8 de finale   | A. Metreveli | n.o.             | n.o.             |
| 1975  | —                | —                | —                        | —                        | 1/4 de finale   | T. Roche        | 2e tour (1/32)  | B. Taróczy   | n.o.             | n.o.             |
| 1976  | —                | —                | —                        | —                        | 3e tour (1/16)  | P. Dent         | 3e tour (1/16)  | B. Gottfried | n.o.             | n.o.             |
| 1977  | —                | —                | —                        | —                        | 1/8 de finale   | I. Năstase      | —               | —            | —                | —                |
| 1978  | n.o.             | n.o.             | 1er tour (1/64)          | M. Orantes               | 1/2 finale      | B. Borg         | 1er tour (1/64) | A. Pattison  | —                | —                |
| 1979  | n.o.             | n.o.             | —                        | —                        | 1/4 de finale   | B. Borg         | 1er tour (1/64) | P. Fleming   | —                | —                |
| 1980  | n.o.             | n.o.             | —                        | —                        | 3e tour (1/16)  | J. McEnroe      | 1er tour (1/64) | T. Giammalva | —                | —                |
| 1981  | n.o.             | n.o.             | —                        | —                        | 1er tour (1/64) | T. Wilkison     | —               | —            | —                | —                |

N.B. : à droite du résultat se trouve le nom de l'ultime adversaire.

### En double
Parcours en double à partir de 1968.
| Année | Open d'Australie        | Open d'Australie       | Internationaux de France | Internationaux de France | Wimbledon                  | Wimbledon             | US Open                   | US Open                | Open d'Australie | Open d'Australie |
| ----- | ----------------------- | ---------------------- | ------------------------ | ------------------------ | -------------------------- | --------------------- | ------------------------- | ---------------------- | ---------------- | ---------------- |
| 1968  | —                       | —                      | —                        | —                        | 1er tour (1/32) M. Riessen | O. Davidson L. Hoad   | 1/4 de finale M. Riessen  | J. Osborne J. McManus  | n.o.             | n.o.             |
| 1969  | —                       | —                      | 1/2 finale M. Riessen    | Newcombe T. Roche        | Finale M. Riessen          | Newcombe T. Roche     | 1/2 finale M. Riessen     | K. Rosewall F. Stolle  | n.o.             | n.o.             |
| 1970  | 1/8 de finale R. Taylor | J. Bartlett G. Masters | —                        | —                        | 1/4 de finale M. Riessen   | I. Năstase I. Țiriac  | 1/8 de finale M. Riessen  | J. Connors P. Gonzales | n.o.             | n.o.             |
| 1971  | Finale M. Riessen       | Newcombe T. Roche      | —                        | —                        | 2e tour (1/16) M. Riessen  | C. Graebner T. Koch   | 1/2 finale M. Riessen     | S. Smith Van Dillen    | n.o.             | n.o.             |
| 1972  | —                       | —                      | —                        | —                        | —                          | —                     | 1/8 de finale M. Riessen  | Anderson Graebner      | n.o.             | n.o.             |
| 1973  | —                       | —                      | Victoire Newcombe        | J. Connors I. Năstase    | —                          | —                     | 1/2 finale M. Riessen     | O. Davidson Newcombe   | n.o.             | n.o.             |
| 1974  | —                       | —                      | —                        | —                        | 1/2 finale C. Drysdale     | R. Lutz S. Smith      | —                         | —                      | n.o.             | n.o.             |
| 1975  | —                       | —                      | —                        | —                        | 1/8 de finale M. Riessen   | Dowdeswell A. Stone   | Finale M. Riessen         | J. Connors I. Năstase  | n.o.             | n.o.             |
| 1976  | —                       | —                      | —                        | —                        | 2e tour (1/16) M. Riessen  | R. Case G. Masters    | Victoire M. Riessen       | P. Kronk C. Letcher    | n.o.             | n.o.             |
| 1977  | —                       | —                      | —                        | —                        | —                          | —                     | 1/4 de finale M. Riessen  | K. Warwick S. Ball     | —                | —                |
| 1978  | n.o.                    | n.o.                   | 1/2 finale W. Fibak      | M. Orantes J. Higueras   | 1/2 finale W. Fibak        | P. Fleming J. McEnroe | 1/2 finale W. Fibak       | S. Smith R. Lutz       | —                | —                |
| 1979  | n.o.                    | n.o.                   | 2e tour (1/16) W. Fibak  | J. Lloyd McNamara        | 1er tour (1/32) W. Fibak   | T. Lloyd J. Lloyd     | 2e tour (1/16) W. Fibak   | R. Emerson F. Stolle   | —                | —                |
| 1980  | n.o.                    | n.o.                   | —                        | —                        | 2e tour (1/16) W. Fibak    | B. Teacher F. Taygan  | 1/8 de finale I. Năstase  | Günthardt F. Stolle    | —                | —                |
| 1981  | n.o.                    | n.o.                   | —                        | —                        | 1/2 finale D. Stockton     | P. Fleming J. McEnroe | 1/8 de finale D. Stockton | V. Amaya H. Pfister    | —                | —                |
| 1982  | n.o.                    | n.o.                   | —                        | —                        | 1er tour (1/32) M. Riessen | McNamara McNamee      | —                         | —                      | —                | —                |

N.B. : le nom du ou de la partenaire se trouve sous le résultat ; le nom des ultimes adversaires se trouve à droite.

## Participation aux Masters

### En simple
Finaliste en 1973.

### En double
| Année | Ville    | Surface         | Partenaire   | Résultats | Résultat final |
| ----- | -------- | --------------- | ------------ | --------- | -------------- |
| 1978  | New York | Moquette indoor | Wojtek Fibak | 1v, 1d    | Finaliste      |
| 1979  | New York | Moquette indoor | Wojtek Fibak | 1v, 1d    | Finaliste      |